# George Brown Goode

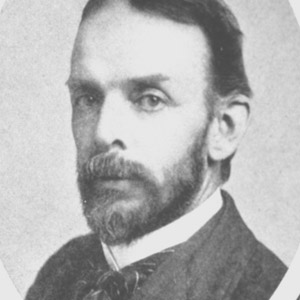
George Brown Goode

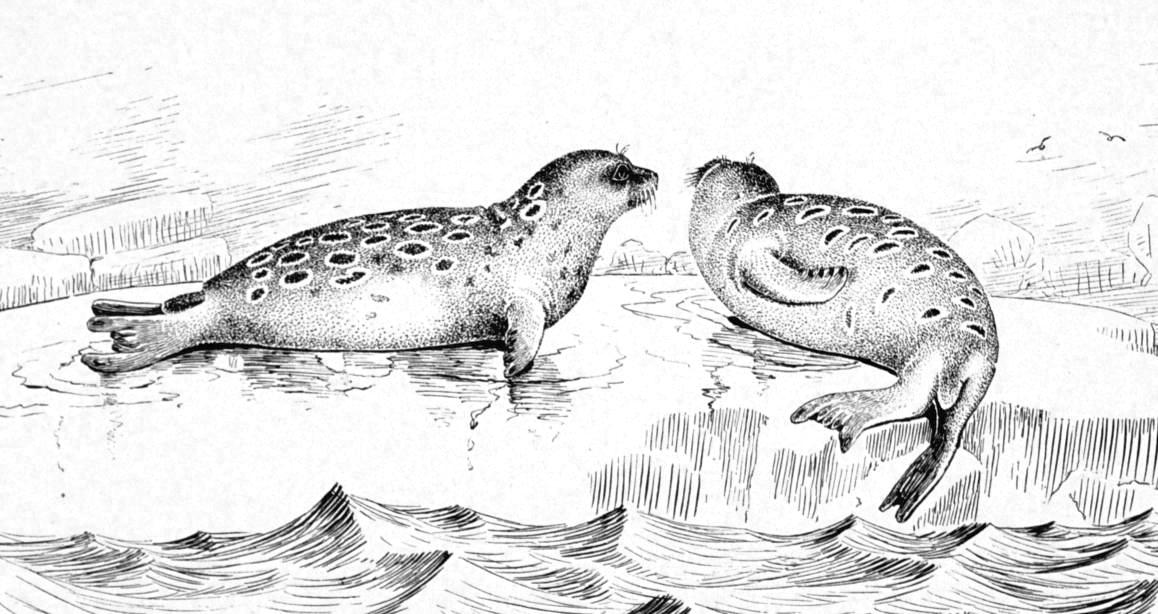
Il·lustració d'un parell de foques ocel·lades (Phoca hispida) al llibre The Fisheries and Fisheries Industries of the United States (1887) de George Brown Goode.

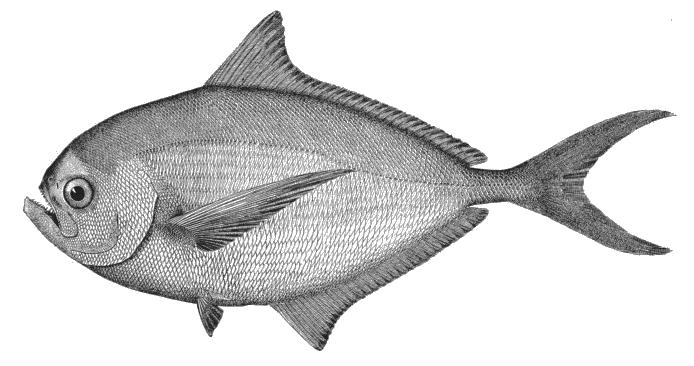
Il·lustració d'una castanyola (Brama brama) provinent del llibre The Fisheries and Fisheries Industries of the United States (1887) de George Brown Goode.

George Brown Goode (13 de febrer de 1851 a New Albany, Indiana - 6 de setembre de 1896 a Washington DC) fou un ictiòleg estatunidenc, tot i que durant gran part de la seua vida va treballar com a administrador a un museu.
Es va graduar a la Universitat de Wesleyan i estudià a la Universitat Harvard. El 1872 va començar a treballar amb Spencer Baird i, aviat, va esdevenir el seu assistent més proper. Alhora que treballava amb Baird, Goode va fer investigacions sota l'auspici de la U.S. Fish Commission, va supervisar diverses exposicions de la Smithsonian Institution i va arribar a ser sotssecretari d'aquesta darrera institució.

## Eponímia
El gènere de peixos Goodea va ser batejat en honor seu per David Starr Jordan l'any 1880, el qual, al seu torn, va donar nom a la família dels goodèids (Goodeidae).
Entre les espècies que porten el seu nom es troben les següents:
- Lucania goodei (Jordan, 1880)
- Myliobatis goodei (Garman, 1885)
- Paralonchurus goodei (Gilbert, 1898)
- Ptilichthys goodei (Bean, 1881)
- Sebastes goodei (Eigenmann & Eigenmann, 1890)
- Trachinotus goodei (Jordan & Evermann, 1896)

## Obres seues
- Catalog of the Fishes of the Bermudas, 1876.
- The Natural and Economical History of the American Menhaden, 1879.
- The Fisheries and Fishery Industries of the United States, 7 volums. Washington DC, 1884-1887.
- American Fishes; a Popular Treatise upon the Game and Food Fishes of North America, with Especial Reference to Habits and Methods of Capture. Nova York, 1888.
- Oceanic Ichthyology, A Treatise on the Deep-Sea and Pelagic Fishes of the World, Based Chiefly upon the Collections Made by the Steamers Blake, Albatross, and Fish Hawk in the Northwestern Atlantic, Washington DC, 1896.